# Agalenocosa pickeli
Agalenocosa pickeli är en spindelart som först beskrevs av Cândido Firmino de Mello-Leitão 1937. 
Agalenocosa pickeli ingår i släktet Agalenocosa och familjen vargspindlar. Inga underarter finns listade i Catalogue of Life.